# Цинкаты
Цинкаты — соединения, содержащие комплексный анион; группа веществ теоретических оксо- и гидроксоцинкат анионов. Соединения образуются при соединении амфотерного гидроксида цинка в избытке щелочи (например, гидроксид натрия). Цинкаты щелочных металлов получают растворением цинка, его оксида или гидроксида в растворах или расплавах щелочей. Они растворимы в воде и кристаллизуются из растворов. Цинкаты других металлов получают сплавлением ZnO2− с соответствующими окислами. В воде практически нерастворимы.
В химии к цинкатам могут относиться:
- Соли, содержащие Zn(OH)42−, также называемые тетрагидроксоцинкат-ионами. Например, цинкат кальция CaZn(OH)4·2H2O или Na2Zn(OH)4 или полимерный анион [Zn(OH)3−], например NaZn(OH)3·H2O.
- Щелочные растворы, приготовленные из металлического цинка, гидроксида цинка и оксида цинка, которые содержат различные виды анионов, например, Zn(OH)42−. Такие соединения используются в промышленности.
- Оксиды, содержащие цинк и менее электроотрицательный элемент, например Na2ZnO2.
- Соли цинковых кислот.

## Виды анионов
Некоторые соли, наподобие цинката кобальта, содержат и центральный элемент, и катион с переменными валентностями/степенями окисления.

## Номенклатура неорганических соединений
В наименованиях неорганических соединений цинкаты — это корень, который означает, что во многоатомном анионе содержится центральный атом цинка. Примеры анионов:
- Тетрахлороцинкат — ZnCl42−
- Тетрагидроксоцинкат (Тетрагидроксоцинкат(II) калия) — Zn(OH)42−
- Тетранитратоцинкат — Zn(NO3)42−
- Тетрацианоцинкат(II) калия — Zn(CN4)2−
- Тригидроксоцинкат натрия — Zn(OH)32−
- Трииодоцинкат(III) калия — кристаллогидрат состава KZnI3•2H2O